# George Tambala
George Desmond Tambala OCD (ur. 11 listopada 1968 w Zomba) – malawijski duchowny katolicki, biskup Zomby w latach 2016–2021, arcybiskup metropolita Lilongwe od 2021.

## Życiorys
Święcenia kapłańskie otrzymał 13 kwietnia 1996 w zakonie karmelitów bosych. Po dwuletnim stażu wikariuszowskim podjął w Hiszpanii studia licencjackie z teologii. Po powrocie do kraju został mistrzem postulatu, a w 2002 objął funkcję delegata prowincjalnego dla Malawi. Od 2009 był definitorem generalnym zakonu.
15 października 2015 papież Franciszek mianował go ordynariuszem diecezji Zomba. Sakry udzielił mu 30 stycznia 2016 nuncjusz apostolski w Malawi – arcybiskup Julio Murat. 15 października 2021 papież Franciszek przeniósł go na urząd arcybiskupa metropolity Lilongwe.